# 長沼豊
長沼 豊（ながぬま ゆたか、1963年 - ）は、日本の教育学者。学習院大学文学部教育学科教授。

## 人物
博士（人間科学）（大阪大学）。特別活動や部活動などの教科外教育を専門とし、著書『新しいボランティア学習の創造』（2008年）は国際ボランティア学会において隅谷三喜男賞（研究奨励賞）を受賞している。1999年から出身校である学習院大学に勤務し、2009年に文学部教職課程教授となり、2013年以降は教育学科教授を務める。2015年には日本特別活動学会の会長に、2017年に設立された日本部活動学会の会長に就任。2018年には、文化庁「文化部活動の在り方に関する総合的なガイドライン作成検討会議」で委員・座長を務める。

## 啓発
- 2015年末から、部活動問題（部活動の在り方）の改善に向けて取り組みを始めた。
- 部活問題対策プロジェクトから、署名の提言内容に助言を求められて支援。
- 2016年3月3日には、同プロジェクトの署名提出（1回目）に同行。
- 2016年8月5日には、同プロジェクトの署名提出（2回目）に同行。
- 「部活動改革元年(2016年)」の提唱者。
- 「部活動改革2年目(2017年)」は「SNSからKMKへ(顔の見える関係へ)」を掲げて活動中。
- 「全国一斉NO部活動デー」を個人的に発信し、啓発活動として実施している。
- 生徒や顧問教員の「過重負担」の解消に向けて啓発活動を実施中。
- 2017年8月6日「日本部活動学会」を設立することをウェブサイト上で発表
- 2017年8月29日　中央教育審議会の特別部会後、「教職員の働き方改革推進プロジェクト」発起人として「全国過労死を考える家族の会」との共同記者会見に出席。

## 企画・主催の研究集会[1]
- 2017年3月26日「第1回 部活動のあり方を考え語り合う研究集会」を企画・主催（於：学習院大学）
- 2017年7月1日「第1回 部活動ミニ研究集会:文化部って最高？再考？」を企画・主催（於：学習院大学）
- 2017年8月6日「第2回 部活動のあり方を考え語り合う研究集会」を小野田正利(大阪大学教授)と共に企画・主催（於：大阪大学）
- 2017年11月19日「第2回 部活動ミニ研究集会:文化部について語ろう」を企画・主催（於：学習院大学）
- 2017年12月27日「第３回　部活動のあり方を考え語り合う研究集会in愛知　部活動の未来を考える」(於：労働会館・愛知県）（兼　日本部活動学会設立記念集会）
- 2018年8月5日「第４回　部活動のあり方を考え語り合う研究集会in岩手  これからの部活動の在り方を考える～岩手の部活動の現在と未来～」を企画・主催(於：アイーナ岩手県民情報交流センター)
- 2018年10月20日「第5回 部活動のあり方を考え語り合う研究集会　部活動改革2.0　～文化部活動のあり方を問う～出版記念シンポジウム」を中村堂と共に企画・主催(於：明治大学)
- 2018年11月11日「第3回 部活動のあり方を考えるミニ集会　部活動保護者と教員家族のマル秘座談会」を企画・主催(於：学習院大学)
- 2018年12月16日「第4回 部活動のあり方を考えるミニ集会  部活動改革マップを完成させよう」を企画・主催(学習院大学)

## 著書[2]

### 単著
- 『ボランティア学習の概念と学習過程』近代文藝社 1998
- 『学校教育におけるボランティア学習の評価に関する国内調査』日本ボランティア学習協会 2000
- 『市民教育とは何か －ボランティア学習がひらく－』ひつじ書房 2003
- 『新しいボランティア学習の創造』ミネルヴァ書房 2008
- 『実践に役立つボランティア学習の基礎理論』大学図書出版 2010
- 『人が集まるボランティア組織をどうつくるのか～「双方向の学び」を活かしたマネジメント～』ミネルヴァ書房 2014
- 『部活動の不思議を語り合おう』ひつじ書房 2017

### 共編著
- 『中学校のボランティア活動への道』明治図書出版 編著 1999
- 『実践・2000年代の特別活動』明治図書出版 編著 2000
- 『総合的な学習 こう展開するシリーズ「ボランティア学習」』清水書院 編著 2002
- 『子どもの奉仕活動・ボランティア活動をどう進めるか』教育開発研究所 編著 2002
- 『親子ではじめるボランティア』金子書房 編著 2003
- 『特別活動概論』久美出版 編著 2003
- 『学校ボランティアコーディネーション』筒井書房 編著 2009
- 『改訂 特別活動概論』久美出版 編著 2009
- 『社会を変える教育 Citizenship Education ～英国のシティズンシップ教育とクリック・レポートから～』キーステージ21 共編著 2012
- 『改訂２版　特別活動概論』久美出版 共編著 2014
- 『特別活動の理論と実践　－生徒指導の機能を生かす－』電気書院 共編著 2018
- 『部活動改革2.0　～文化部活動あり方を問う～』中村堂 編著 2018

## メディア出演
- 2016年2月13日 朝日新聞『部活顧問「改善を」　教員ら訴え署名１万６０００人　若手に負担・授業の準備支障』
- 2016年5月9日 法学館憲法研究所『中高の部活動指導に伴う顧問教諭の負担問題』
- 2016年7月25日 北海道新聞『月曜討論：部活指導　教員の負担を減らすには』
- 2017年1月23日 東京新聞『＜なくそう長時間労働＞　ゼロのつく日は教員もノー部活動デーに - ウェイバックマシン（2017年1月29日アーカイブ分）』
- 2017年3月18日 東京新聞『長時間化　教員土日も拘束…　部活問題語り合おう　２６日に研究集会 - ウェイバックマシン（2017年8月9日アーカイブ分）』（於：学習院大学）
- 2017年3月27日 東京新聞『顧問が過重労働に　部活のあり方議論 - ウェイバックマシン（2017年3月27日アーカイブ分）』（於：学習院大学）
- 2017年6月17日 読売新聞『教育ルネサンス　教員の働き方改革3　多忙な部活顧問に助っ人』
- 2017年7月29日 弁護士ドットコムニュース『「ブラック部活指導」で潰れる教員たち…「やるのが当然」と教え込んできた責任痛感』
- 2017年8月29日 弁護士ドットコムニュース『過労死遺族「いよいよ先生の働き方にメスが入った」中教審部会の「緊急提言」に期待』
- 2017年9月8日 読売新聞『中学の部活動、週４日が上限…静岡市教委指針案』
- 2017年9月11日 週刊東洋経済『学校が壊れる』
- 2017年9月15日 東京新聞『長時間部活　生徒も重荷　外部指導者配置　練習過熱の恐れも』
- 2017年10月16日 教育新聞『部活動の在り方を問い直す（7）教育的意義も考えつつ改革を』